# Cratere Chapais
Chapais  è un cratere sulla superficie di Marte.